# Igor Chzhan
Igor Chzhan, né le 2 octobre 1999 à Taldykourgan, est un coureur cycliste kazakh.

## Biographie
En tant que junior (moins de 19 ans), Igor Chzhan remporte la médaille d'or du contre-la-montre individuel et la médaille d'argent de la course en ligne aux championnats d'Asie de 2017. Sur la Coupe des Nations Juniors, il remporte la même année une étape et le classement général du Tour de DMZ.
Avec le passage dans la catégorie des espoirs (moins de 23 ans), il rejoint en 2018 le Centre mondial du cyclisme. La même année, il devient stagiaire au sein de l'équipe continentale Astana City, dont il devient membre permanent pour la saison 2019. Cependant, après seulement sept mois, il passe au sein de l'équipe Vino-Astana Motors, pour laquelle il court jusqu'en 2021. Il remporte sa première victoire professionnelle en octobre 2019 sur le Tour d'Iran - Azerbaïdjan.
Pour la saison 2022, il signe au sein de l' équipe cycliste d'Almaty. Au début de la saison, il remporte le Grand Prix Velo Alanya en Turquie. En mars, il devient champion d'Asie sur route et champion d'Asie du contre-la-montre par équipes.
Il quitte la formation kazakhe à la fin de la saison 2024 pour rejoindre l'équipe continentale chinoise China Glory-Mentech.

## Palmarès
- 2016

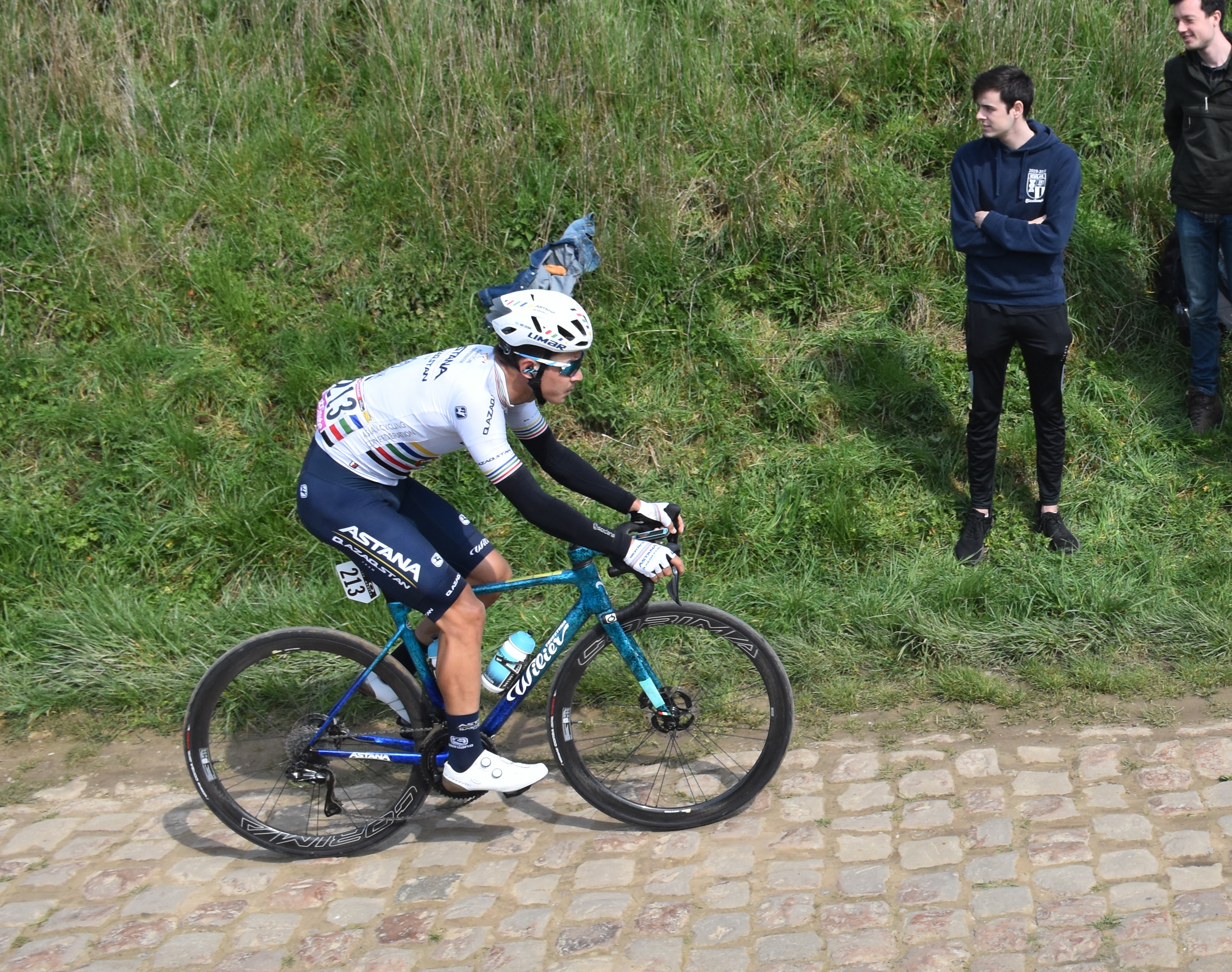
Paris-Roubaix 2023 - Secteur pavé de Quiévy à Saint-Python - N° 213 Igor Chzhan.

  - 3e du championnat du Kazakhstan sur route juniors
- 2017
  -  Champion d'Asie du contre-la-montre juniors
  - Tour de DMZ :
    - Classement général
    - 3e étape

  -  Médaillé d'argent du championnat d'Asie sur route juniors
  - 2e du championnat du Kazakhstan du contre-la-montre juniors
  - 5e du championnat du monde du contre-la-montre juniors
- 2018
  - 2e du championnat du Kazakhstan du contre-la-montre
- 2019
  - 1re et 4e (contre-la-montre) étapes de la Mountain Stage Race Kazakstan
  - 4e étape du Tour d'Iran - Azerbaïdjan
  - 2e de la Mountain Stage Race Kazakstan
  - 2e du Tour de la Péninsule
- 2021
  -  Champion du Kazakhstan du contre-la-montre espoirs
- 2022
  -  Champion d'Asie sur route
  -  Champion d'Asie du contre-la-montre par équipes
  - Grand Prix Velo Alanya
  - 2e du championnat du Kazakhstan du contre-la-montre
  - 3e du Tour de Sakarya
- 2023
  -  Champion d'Asie du contre-la-montre par équipes mixtes
- 2024
  -  Champion d'Asie du contre-la-montre par équipes mixtes
  - 2e du championnat du Kazakhstan du contre-la-montre

## Classements mondiaux
| Année                                 | 2018  | 2019 | 2020  | 2021  | 2022 | 2023 | 2024 |
| ------------------------------------- | ----- | ---- | ----- | ----- | ---- | ---- | ---- |
| Classement mondial                    | 1578e | 690e | 1484e | 1319e | 194e | 851e | 694e |
| UCI Asia Tour                         | 272e  | 31e  | 105e  | 57e   | 3e   | 55e  | 30e  |
|                                       |       |      |       |       |      |      |      |
| Légende : nc = non classéSource : UCI |       |      |       |       |      |      |      |